# Kim Jong-kook
Kim Jong-kook (hangul: 김종국; nascido a 25 de Abril de 1976) é um cantor sul-coreano, além de ator e personalidade da televisão. Ele iniciou sua carreira em 1995 através da dupla Turbo. Mais tarde, conseguiu uma carreira de sucesso como artista solo. Kim também tornou-se participante ativo de programas de variedades como X-man e Family Outing, entretanto adquiriu popularidade mundial como membro do programa de variedades Running Man.

## Biografia
Kim nasceu em Hapcheon, Coreia do Sul. Ele frequentou a escola primária Myeong Hak, a de ensino médio Shin Seong e graduou-se na Universidade Hansei como um bacharel em Artes. Mais tarde, realizou um mestrado na Universidade Dankook, através do Departamento da Escola de Artes em Artes Performáticas da Cultura Pop.

## Carreira

### 1995–2000: Estreia com o Turbo
Kim Jong-kook entrou na indústria da música coreana em 1995, como membro da dupla, Turbo, que tornou-se imensamente popular por sua música cativante. Após a dupla encerrar suas atividades alguns anos depois de sua estreia, Kim tornou-se um cantor solo em 2001, concentrando-se principalmente em baladas.

### 2001–2005: Destaque na carreira solo eX-Man
Seu primeiro álbum solo lançado em dezembro de 2001, não obteve o resultado esperado. Problemas como a falta de músicas vindas de compositores, menos apoio de sua agência e também mudanças de gosto por parte do público, colaboraram para sua recepção morna. O que resultou em um revés após sua saída do Turbo, enquanto enfrentava dificuldades em estabelecer-se como um artista solo. Contudo, em 2004 ele realizou um retorno bem sucedido com o lançamento de seu segundo álbum Evolution, que gerou o single "One Man". Ele também passou a fazer parte do elenco permanente de programas de variedades como X-Man, o que aumentou ainda mais sua popularidade.
Em 2005, Kim lançou seu terceiro álbum, This Is Me. O álbum vendeu mais de 300.000 mil cópias e tornou-se um dos mais vendidos naquele ano no país. Seu single principal, "Lovable", encabeçou várias paradas de música, e foi incluído em jogos online, como Pump It Up e Audition Online. Ele venceu ainda o prêmio de Artista do Ano das três principais emissoras de televisão coreanas: SBS, KBS e MBC, tornando-se o segundo artista a realizar tal feito desde Cho Yong-pil na década de 1980.

### 2006–2008:Shootdori, serviço militar e retorno á música
Kim foi o líder da primeira série de Shootdori, onde crianças interessadas em futebol formam equipes e competem. No entanto, ele teve que deixar o time após  receber o aviso de seu alistamento. Ele escreveu e cantou a canção intitulada "Toward a Dream" para sua equipe. Seu serviço militar obrigatório iniciou-se em março de 2006. Paralelamente a isso, ele lançou seu quarto álbum de nome Volume 4 - Kim Jong-kook's Fourth Letter, que trouxe o single principal "Saying I Love You". Embora não tenha podido promover-lo juntamente com seu álbum, devido seu período em alistamento, o álbum vendeu mais de 100.000 cópias e mais tarde venceu o prêmio de "Álbum do Ano" no Melon Music Awards.
Sua dispensa ocorreu em 23 de maio de 2008. Na ocasião, ele foi saudado por fãs e declarou estar "aliviado". Seu quinto álbum de estúdio, Here I Am, foi lançado em 22 de outubro de 2008, com os singles "Today More to Yesterday" e "Thank You".

### 2008–2010:Family Outing, sexto álbum eRunning Man
Seu retorno a televisão ocorreu através do programa de variedades-realidade Family Outing da SBS, a partir do episódio de número dezenove. O programa tornou-se um dos principais programas da Coreia do Sul e ganhou popularidade entre os fãs da onda coreana. Seu sexto álbum, intitulado The Eleventh Story, foi lançado em 27 de janeiro de 2010. O álbum lançou os singles "This is the Person" e "Do not Be Good to Me", com este último tendo seu vídeo musical estrelado pela também membro de Family Outing, Park Ye-jin.
Em julho de 2010, Kim tornou-se membro do programa de variedades Running Man da SBS. No ano seguinte venceu o "Prêmio de Melhor Estrela da TV" pelo SBS Entertainment Awards. A partir do programa, ele ganhou popularidade na Ásia, tornando-se um dos artistas coreanos mais pesquisados em Singapura, além disso, sua apresentação teve todos os seus ingressos vendidos. Ele também passou a conquistar popularidade na China, onde foi eleito o cantor coreano número um, através do serviço de streaming Tudou e se classificando como a segunda maior celebridade masculina coreana no Baidu.
Em 1 de novembro de 2012, após um pré-lançamento de músicas selecionadas de seu novo álbum, Kim realizou seu retorno à cena musical com o lançamento de seu sétimo álbum de estúdio, Journey Home, após três anos. Seus companheiros de elenco de Running Man, Haha e Gary, participaram do álbum, bem como o ex-membro do programa, Song Joong-ki, que estrelou o vídeo musical para o single "Men Are All Like That". No mesmo ano, ele passou a apresentar o programa documental Crisis Escape No. 1, que lhe rendeu o "Prêmio de Melhor Entertainer" no KBS Entertainment Awards. Em 2014, formou a dupla Running Man Brothers com Haha, que realizou concertos nos Estados Unidos nos meses de julho e dezembro.

### 2015–presente: reunião com o Turbo e colaborações
Em 2015, Kim fez sua estreia oficial como ator em um papel de apoio no drama The Producers da KBS, e foi elogiado por suas "cenas sólidas de atuação". Em setembro do mesmo ano, ele deixou a Urban Works ENT após seu contrato expirar. Mais tarde, ele assinou um contrato exclusivo com a Maroo Entertainment.
Em dezembro de 2015, ele e seus colegas do Turbo, Kim Jung-nam e Mikey, se reuniram para o álbum de aniversário de seus vinte anos. Intitulado Again, ele foi lançado em 21 de dezembro de 2015. Seu single homônimo, "다시 (Again)", que contém a participação de Lee Kwang-soo, alcançou o topo das paradas de música online após seu lançamento.

## Discografia

### Álbuns de estúdio
| Ano  | Detalhes do álbum | Lista de faixas |
| ---- | --- | --- |
| 2001 | Volume 1 - Renaissance - Lançamento: 13 de dezembro de 2001 - Gravadora: CJ Music - Língua: Coreano                                   | Faixas 1. Prologue 2. Sad Story 3. Angel 4. 남자니까 (Because I'm A Man) 5. 행복하길 (Wishing You Happiness) 6. 사랑했었다 (Loved You) 7. Disco 8. 여인의 향기 (Fragrance of a Woman) 9. Love Story 10. Thriller 11. Night 12. 1434 13. One 14. My Way 15. 친구에게서 연인으로 (From Friend to Sweetheart) |
| 2004 | Volume 2 - Evolution - Lançamento: 18 de junho de 2004 - Gravadora: CJ Music - Língua: Coreano                                        | Faixas 1. 돌아와 (Come Back) 2. 용서해 기억해 (Forgive and Remember) 3. 니가 원한 이별 (The Parting You Want) 4. Feeling 5. 슬픔 바램 (Fading Sadness) 6. 한 남자 (One Man) 7. 중독 (Addiction) 8. 그래요...그래도... (That's Right...But...) 9. Broken Heart 10. 하루만 (Only One Day) 11. 태양 가득히 (The Full Sun) 12. Tonight 13. 용서 (Forgiveness) 14. 그대가 잠든 사이 (While You Were Sleeping) |
| 2005 | Volume 3 - This Is Me - Lançamento: 1 de julho de 2005 - Gravadora: CJ Music - Língua: Coreano - Vendas: 350,000+                     | Faixas 1. 제자리 걸음 (Standstill/Walking in One Spot) 2. 그녀의 남자에게 (To Her Man) 3. 슬픈 축하 (Sad Congratulations) 4. 선물 (Gift) 5. Happiness 6. 사랑스러워 (Loveable) 7. 지우개 (Eraser) 8. Dream 9. 토요일 밤 (Saturday Night) 10. 별, 바람, 햇살 그리고 사랑 (Star, Wind, Sunlight and Love) 11. One Night 12. 친구에게 (To My Friend) 13. 바보 같은 나 (I'm a Fool) 14. 연습 (Practice) 15. 여전히 (Still) |
| 2006 | Volume 4 - Kim Jong Kook's Fourth Letter - Lançamento: 13 de abril de 2006 - Gravadora: CJ Music - Língua: Coreano - Vendas: 100,000+ | Faixas 1. 사랑한다는 말 (Saying I Love You) 2. 너만 모르는 이야기 (The Story You Don't Know) 3. 편지 (Letter) 4. 한 사람 (One Person) 5. 사랑이에요 (It's Love) 6. 고백 (Confession) 7. 사랑이 아파도 (Though Love Hurts) 8. 사랑지기 (Failing Love) 9. 그녀를 알아요 (I Know Her) 10. 토박이 (Native) 11. 첫사랑 (First Love) 12. 사랑했나봐 (I Think I Loved) 13. 이별도 고마워 (Thankful Even For The Separation) 14. 꿈을 향해 (Toward A Dream) |
| 2008 | Volume 5 - Here I am - Lançamento: 22 de outubro de 2008 - Gravadora: Mnet Music - Língua: Coreano                                    | Faixas 1. 고맙다 (Thank You) 2. 그리운 날들 (Missing Those Days) 3. 오래 오래 (feat. 마이키) (Long Long Time (feat. Mikey)) 4. 어제보다 오늘 더 (Today More Than Yesterday) 5. Forever (feat. 마이티마우스) (Forever (feat. Mighty Mouth)) 6. 이보다 더 좋을 순 없다 (feat. 시진) (Can't Get Better Than This (feat. Shi Jin)) 7. 그 집앞(序曲) (Infront of That House (Prologue)) 8. 그 집앞 (Infront of That House) 9. 사랑에 취해 (feat. 주석) (Poisoned in Love (feat. Joosuc)) 10. 이별의 정석 (Break-up Formula) 11. 이제는 안녕 (Goodbye For Now) 12. 사랑해 널 사랑해 (feat. 창따이) (I Love You I Love You (feat. Chang Dda-ee)) 13. 어떤 사람 어떤 사랑 (Some Person, Some Love) 14. 우리 둘이서 (You and Me Together) |
| 2010 | Volume 6 - Eleventh Story - Lançamento: 27 de janeiro de 2010 - Gravadora: 101 Entertainment - Língua: Coreano                        | Faixas 1. 이 사람이다 (This Is The Person) 2. 기다립니다 (Waiting) 3. 못 잊어 (Can't Forget) 4. 잘해 주지 마요 (Don't be Good to Me) 5. GOOD BYE 6. 내 마음이 사랑입니다 (My Heart is Love) 7. 잊을게 지울게 (I'll Forget, I'll Erase) 8. 다 알면서 (I Know Everything (feat. Soya)) 9. 구인 광고 (Classifieds (feat. Mighty Mouth)) 10. 떠나가지마 (Don't Leave Me) 11. 행복병 (Happy Virus (feat. Mighty Mouth)) |
| 2010 | Kim Jong Kook Remake Album - Song - Lançamento: 9 de setembro de 2010 - Gravadora: 101 Entertainment - Língua: Coreano                | Faixas 1. 기억이란 사랑보다 (Memories More Than Love) 2. 슬픈바다 (Sad Ocean) 3. 개여울 (The Neck of the Rapid Waters) 4. 다시 내게로 돌아와 (feat.개리) (Come Back To Me Again (feat. Gary)) 5. 편지 (Letter) 6. 사랑하기에 (Because I Love You) 7. 당신도 울고 있네요 (You Are Crying Too) 8. 가을편지 (Autumn Letter) 9. 먼지가 되어 (Becoming Dust) 10. 토요일은 밤이 좋아 (Saturday Night Fever) |
| 2012 | Volume 7 - Journey Home - Lançamento: 1 de novembro de 2012 - Gravadora: JK Entertainment - Língua: Coreano                           | Faixas 1. 니가 생각나 (Thinking of You) 2. 천 개의 발자국 (Thousands of Footprints) 3. 좋겠다 (You Should Be Happy) 4. 남자가 다 그렇지 뭐 (Men Are All Like That) 5. 너무 예뻤어 (So Pretty) 6. 너에게 하고 싶은 (Words I Want To Say To You) (feat. Haha & Gary) 7. Nostalgia (feat. Mikey) 8. 지워진다 (Disappearing) 9. 남자도 슬프 (Men Also Feel Sad) (feat. Mighty Mouth) 10. 끝이 아닌 이야기 (Story That Is Not The End) |

### Álbuns digitais
| Ano  | Detalhes do álbum |
| ---- | --- |
| 2007 | Turbo & Kim Jong Kook Digital Mini Album: 2007 Hwesang (Recollection) - Lançamento: 23 de dezembro de 2007 - Gravadora: CJ Music - Língua: Coreano      |
| 2008 | Turbo & Kim Jong Kook Digital Mini Album: 2007 Hwesang (Recollection) part 2 - Lançamento: 4 de janeiro de 2008 - Gravadora: CJ Music - Língua: Coreano |

### Álbuns-single
| Ano  | Detalhes do álbum |
| ---- | --- |
| 2016 | Hate That Happiness Came 恨幸福来过 - Lançamento: 28 de agosto de 2016 - Gravadora: YS Entertainment - Língua: Mandarin           |
| 2016 | Listening to the Sound of Rain 听见下雨的声音 - Lançamento: 1 de outubro de 2016 - Gravadora: YS Entertainment - Língua: Mandarin |
| 2017 | Don't Need To Return My Love 我的爱不用还 - Lançamento: 18 de janeiro de 2017 - Gravadora: YS Entertainment - Língua: Mandarin    |

### Singlesdigitais
| Título                         | Ano  | Melhor posição | Vendas | Álbum |
| Título                         | Ano  | COR Gaon       | Vendas | Álbum |
| ------------------------------ | ---- | -------------- | ------ | ----- |
| "December" (feat. Epik High)   | 2005 | —              | —      |       |
| "White Love" (feat. Mikey)     | 2005 | —              | —      |       |
| "Give To Me"                   | 2009 | —              | —      |       |
| "Happy Virus" (feat. Shorry J) | 2009 | —              | —      |       |

### Trilha sonora
| Título                    | Ano  | Melhores posições | Vendas         | Álbum                              |
| Título                    | Ano  | COR Gaon          | Vendas         | Álbum                              |
| ------------------------- | ---- | ----------------- | -------------- | ---------------------------------- |
| "How Come You Don't Know" | 2013 | —                 | - COR: 182,250 | Good Doctor OST                    |
| "Tear Marks"              | 2014 | —                 |                | Love in Memory 2 - Dad's Notes OST |
| "Fool"                    | 2016 | —                 | - COR: 18,861+ | Sweet Stranger and Me OST          |

### Colaborações
| Título                                                  | Ano  | Melhores posições | Vendas | Álbum                      |
| Título                                                  | Ano  | COR Gaon          | Vendas | Álbum                      |
| ------------------------------------------------------- | ---- | ----------------- | ------ | -------------------------- |
| "Highway Romance" (Kim Jang-hoon feat. Kim Jong-kook)   | 2004 | —                 | —      |                            |
| "When That Day Comes" (with various artists)            | 2004 | —                 | —      | Special Album: Love        |
| "Gone With The Wind" (with SG Wannabe, Vibe and M to M) | 2005 | —                 | —      | Big4 Of Voices In My Dream |
| "Only Wind, Only Wind" (with SG Wannabe)                | 2006 | —                 | —      | S.101                      |
| "Family Day" (with Family Outing)                       | 2008 | —                 | —      |                            |
| "I Love You Everyday" (Soya feat. Kim Jong-kook)        | 2010 | —                 | —      |                            |
| "All For You" (with Mikey)                              | 2011 | —                 | —      |                            |

## Filmografia

### Filmes
| Ano  | Título                | Papel              | Notas        |
| ---- | --------------------- | ------------------ | ------------ |
| 2012 | Wonderful Radio       | Passageiro do taxi | participação |
| 2015 | Hurry Up Brother Film | Ele mesmo          | participação |

### Televisão
| Ano  | Título                   | Papel                       | Rede | Notas                          |
| ---- | ------------------------ | --------------------------- | ---- | ------------------------------ |
| 2004 | Banjun Drama             | Ele mesmo                   | SBS  | participação                   |
| 2004 | Special TV Story         | Ele mesmo                   | MBC  | participação                   |
| 2005 | Old Miss Diary           | Ele mesmo                   | KBS2 | participação                   |
| 2015 | The Girl Who Sees Smells | Ele mesmo                   | SBS  | participação                   |
| 2015 | The Producers            | Kim Hong-soon               | KBS2 | papel de suporte               |
| 2016 | The Sound of Your Heart  | Jo Jong-kook / Jo Jong-wook | KBS2 | participação (Episódios 17-18) |

### Programas de variedades
| Ano           | Título                              | Rede  | Notas            |
| ------------- | ----------------------------------- | ----- | ---------------- |
| 2001-2003     | Dream Team                          | KBS   | Elenco principal |
| 2004-2006     | X Man                               | SBS   | Elenco principal |
| 2004-2006     | Happy Sunday                        | KBS   | Elenco principal |
| 2005-2006     | Real Situation Saturday Love Letter | SBS   | Elenco principal |
| 2005-2006     | Shootdori                           | KBS   | Elenco principal |
| 2008-2010     | Family Outing                       | SBS   | Elenco principal |
| 2010–presente | Running Man                         | SBS   | Elenco principal |
| 2012-2016     | Escape Crisis No.1                  | KBS   | Elenco principal |
| 2014          | Everybody                           | JTBC  | Elenco principal |
| 2015          | Ding Ge Long Dong Qiang             | CCTV  | Elenco principal |
| 2016          | Talents for Sale                    | KBS   | Elenco principal |
| 2017          | Dragon Club – Childish Bromance     | KBS2  | Elenco principal |
| 2017–presente | I Can See Your Voice                | Mnet  | Elenco principal |
| 2017–presente | Big Picture                         | Naver | Elenco principal |